# Universiada de 2013
La XXVII Universiada de Verano se realizó en la ciudad rusa de Kazán, a 800 kilómetros al este de Moscú. La ciudad tiene la comunidad de estudiantes más grande en la región.

## Elección de la sede
Las ciudades de Kazán (Rusia), Vigo (España) y Gwangju (Corea del Sur) estaban en la discusión para los Juegos. El 31 de mayo de 2008, FISU anunció que el anfitrión sería Kazán.

## Sedes deportivas
Los juegos se desarrollaron en 64 sedes. 36 de esas instalaciones fueron construidas explícitamente para las Universiadas. Los lugares principales son:
- El Kazan Arena estadio de fútbol (45 000 asientos) -

- ceremonias de apertura y clausura, fútbol.
- Estadio Central (26 920 asientos) - fútbol, atletismo.[2]
- TatNeft Arena (10 000 asientos).[3]
- Basket-Hall Arena (7 500 asientos) - baloncesto.[4]
- Centro de Voleibol de San Petersburgo (4 570 asientos) - voleibol[5]
- Palacio de Deportes acuáticos[6] (4 200 asientos) - natación, salto y acontecimientos sincronizados nadadores.[7]
- Academia de tenis - tenis, bádminton.[8]

## Medallero
Medallero de la Universiada 2013 proporcionado por kazan2013.ru
     País organizador
| #     | País                                       | Oro | Plata | Bronce | Total |
| ----- | ------------------------------------------ | --- | ----- | ------ | ----- |
| 1     | Rusia (RUS)                                | 155 | 75    | 62     | 292   |
| 2     | República Popular China (CHN)              | 26  | 29    | 22     | 77    |
| 3     | Japón (JPN)                                | 24  | 28    | 32     | 84    |
| 4     | Corea del Sur (KOR)                        | 17  | 12    | 12     | 41    |
| 5     | Bielorrusia (BLR)                          | 13  | 13    | 14     | 40    |
| 6     | Ucrania (UKR)                              | 12  | 29    | 36     | 77    |
| 7     | Estados Unidos (USA)                       | 11  | 14    | 15     | 40    |
| 8     | Sudáfrica (RSA)                            | 7   | 3     | 4      | 14    |
| 9     | Italia (ITA)                               | 6   | 17    | 21     | 44    |
| 10    | Australia (AUS)                            | 6   | 4     | 6      | 16    |
| 11    | Lituania (LTU)                             | 6   | 1     | 3      | 10    |
| 12    | Polonia (POL)                              | 5   | 9     | 16     | 30    |
| 13    | Francia (FRA)                              | 5   | 9     | 12     | 26    |
| 14    | Alemania (GER)                             | 4   | 6     | 9      | 19    |
| 15    | Azerbaiyán (AZE)                           | 4   | 5     | 7      | 16    |
| 16    | China Taipéi (TPE)                         | 4   | 4     | 7      | 15    |
| 17    | Brasil (BRA)                               | 4   | 3     | 4      | 11    |
| 18    | Hungría (HUN)                              | 4   | 2     | 9      | 15    |
| 19    | Kazajistán (KAZ)                           | 3   | 11    | 16     | 30    |
| 20    | Mongolia (MGL)                             | 3   | 6     | 16     | 25    |
| 21    | República Checa (CZE)                      | 3   | 6     | 7      | 16    |
| 22    | Uzbekistán (UZB)                           | 2   | 7     | 10     | 19    |
| 23    | Tailandia (THA)                            | 2   | 7     | 6      | 15    |
| 24    | Canadá (CAN)                               | 2   | 5     | 9      | 16    |
| 25    | Turkmenistán (TKM)                         | 2   | 3     | 9      | 14    |
| 26    | Kirguistán (KGZ)                           | 2   | 2     | 8      | 12    |
| 27    | Corea del Norte (PRK)                      | 2   | 2     | 2      | 6     |
| 28    | Israel (ISR)                               | 2   | 1     | 1      | 4     |
| 29    | Turquía (TUR)                              | 2   | 0     | 5      | 7     |
| 30    | Rumania (ROU)                              | 2   | 0     | 4      | 6     |
| 31    | Portugal (POR)                             | 2   | 0     | 2      | 4     |
| 32    | Armenia (ARM)                              | 1   | 5     | 4      | 10    |
| 33    | Irán (IRI)                                 | 1   | 5     | 3      | 9     |
| 34    | México (MEX)                               | 1   | 4     | 6      | 11    |
| 35    | Eslovaquia (SVK)                           | 1   | 3     | 2      | 6     |
| 36    | Cuba (CUB)                                 | 1   | 2     | 2      | 5     |
| 37    | Reino Unido (GBR)                          | 1   | 1     | 4      | 6     |
| 38    | Austria (AUT)                              | 1   | 0     | 3      | 4     |
| 39    | Bélgica (BEL)                              | 1   | 0     | 1      | 2     |
| 40    | Botsuana (BOT)                             | 1   | 0     | 0      | 1     |
| 40    | Islas Vírgenes de los Estados Unidos (ISV) | 1   | 0     | 0      | 1     |
| 40    | Filipinas (PHI)                            | 1   | 0     | 0      | 1     |
| 43    | Moldavia (MDA)                             | 0   | 2     | 11     | 13    |
| 44    | Tayikistán (TJK)                           | 0   | 2     | 3      | 5     |
| 45    | Serbia (SRB)                               | 0   | 1     | 8      | 9     |
| 46    | Bulgaria (BUL)                             | 0   | 1     | 3      | 4     |
| 46    | Jamaica (JAM)                              | 0   | 1     | 3      | 4     |
| 48    | Georgia (GEO)                              | 0   | 1     | 2      | 3     |
| 48    | Letonia (LAT)                              | 0   | 1     | 2      | 3     |
| 50    | Argentina (ARG)                            | 0   | 1     | 1      | 2     |
| 50    | España (ESP)                               | 0   | 1     | 1      | 2     |
| 52    | Finlandia (FIN)                            | 0   | 1     | 0      | 1     |
| 52    | Indonesia (INA)                            | 0   | 1     | 0      | 1     |
| 52    | India (IND)                                | 0   | 1     | 0      | 1     |
| 52    | Irlanda (IRL)                              | 0   | 1     | 0      | 1     |
| 52    | Kenia (KEN)                                | 0   | 1     | 0      | 1     |
| 52    | Madagascar (MAD)                           | 0   | 1     | 0      | 1     |
| 52    | Senegal (SEN)                              | 0   | 1     | 0      | 1     |
| 59    | Malasia (MAS)                              | 0   | 0     | 3      | 3     |
| 60    | Países Bajos (NED)                         | 0   | 0     | 2      | 2     |
| 60    | Suiza (SUI)                                | 0   | 0     | 2      | 2     |
| 62    | Albania (ALB)                              | 0   | 0     | 1      | 1     |
| 62    | Chile (CHI)                                | 0   | 0     | 1      | 1     |
| 62    | Costa de Marfil (CIV)                      | 0   | 0     | 1      | 1     |
| 62    | Croacia (CRO)                              | 0   | 0     | 1      | 1     |
| 62    | Estonia (EST)                              | 0   | 0     | 1      | 1     |
| 62    | Grecia (GRE)                               | 0   | 0     | 1      | 1     |
| 62    | Nueva Zelanda (NZL)                        | 0   | 0     | 1      | 1     |
| 62    | Eslovenia (SLO)                            | 0   | 0     | 1      | 1     |
| 62    | Venezuela (VEN)                            | 0   | 0     | 1      | 1     |
| Total | Total                                      | 353 | 351   | 461    | 1165  |

## Imágenes

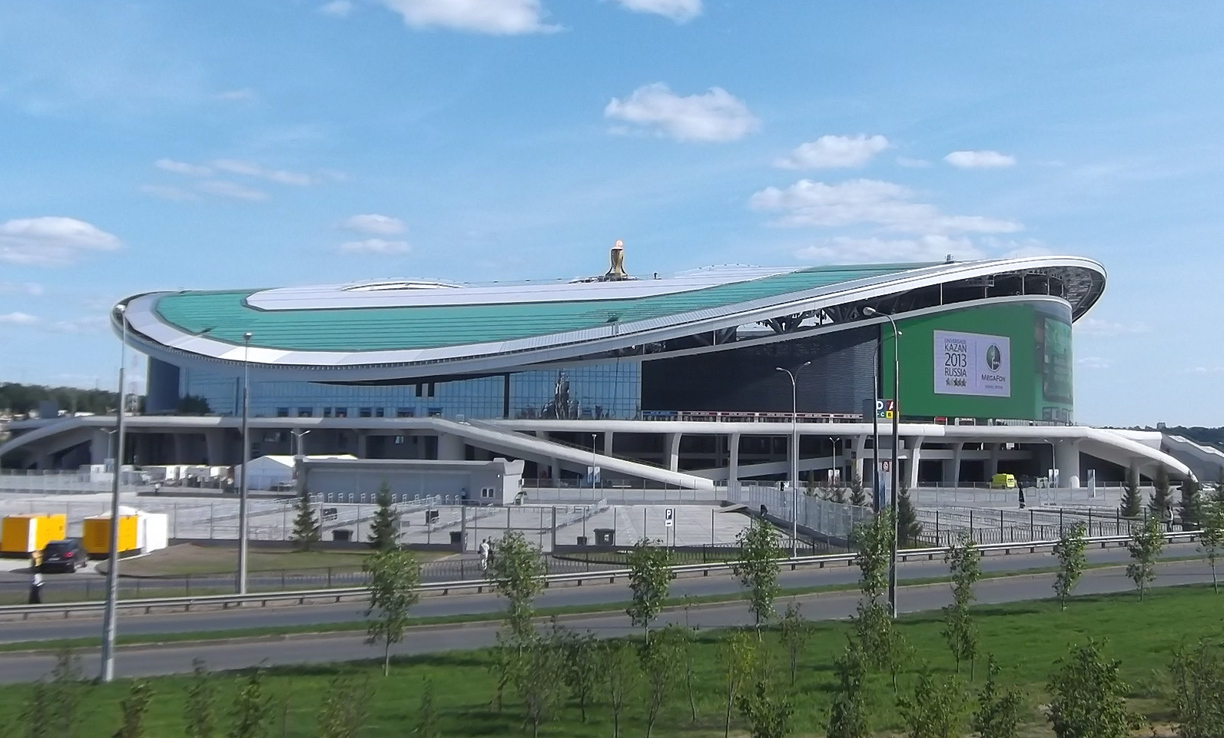
Kazan Arena
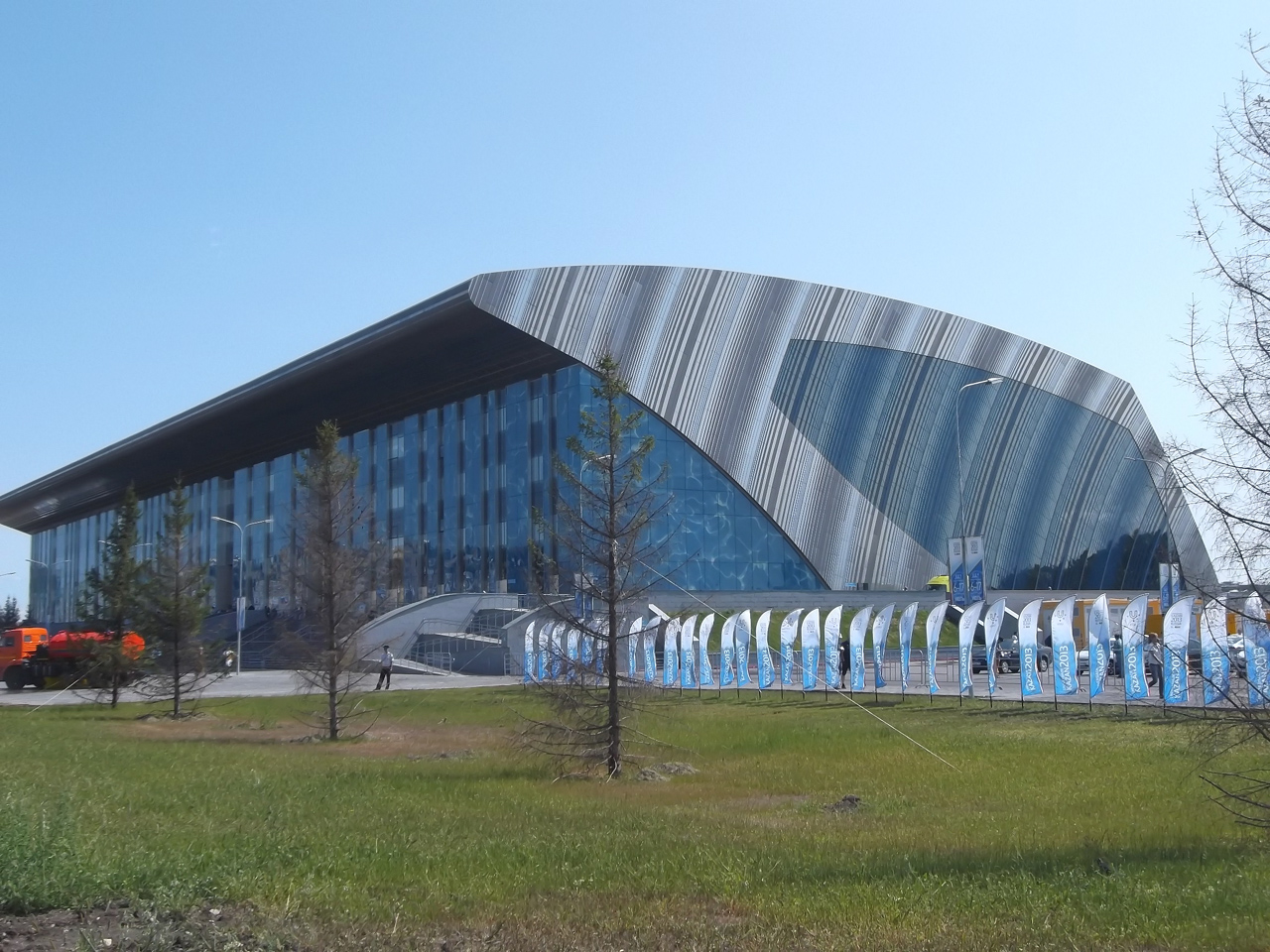
Aquatics Palace
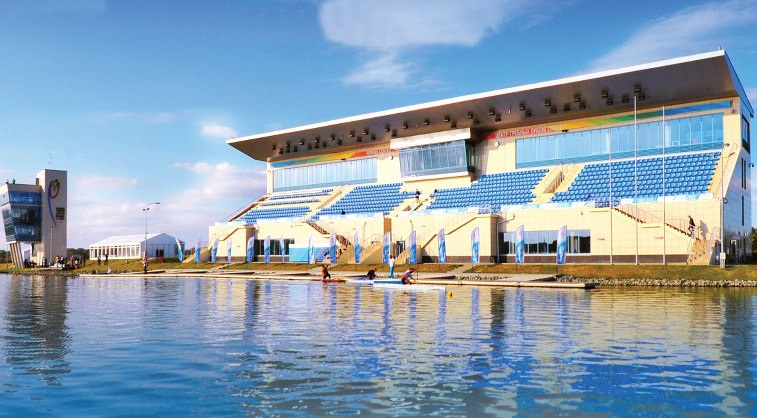
Rowing Center
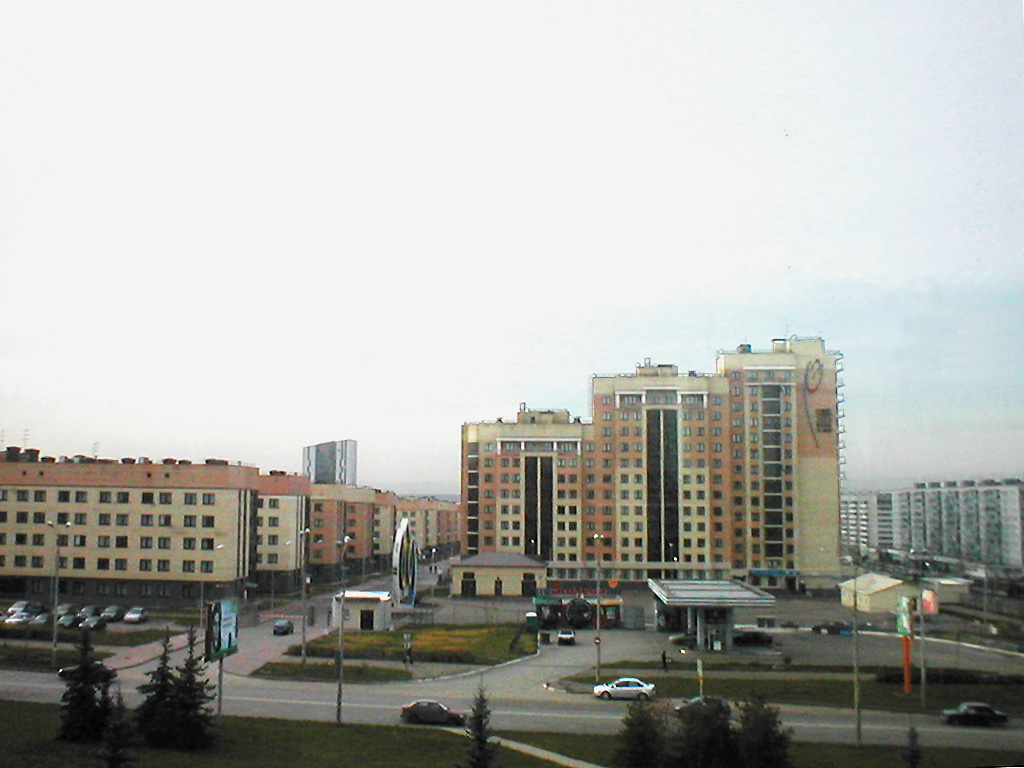
Villa de la Universiada
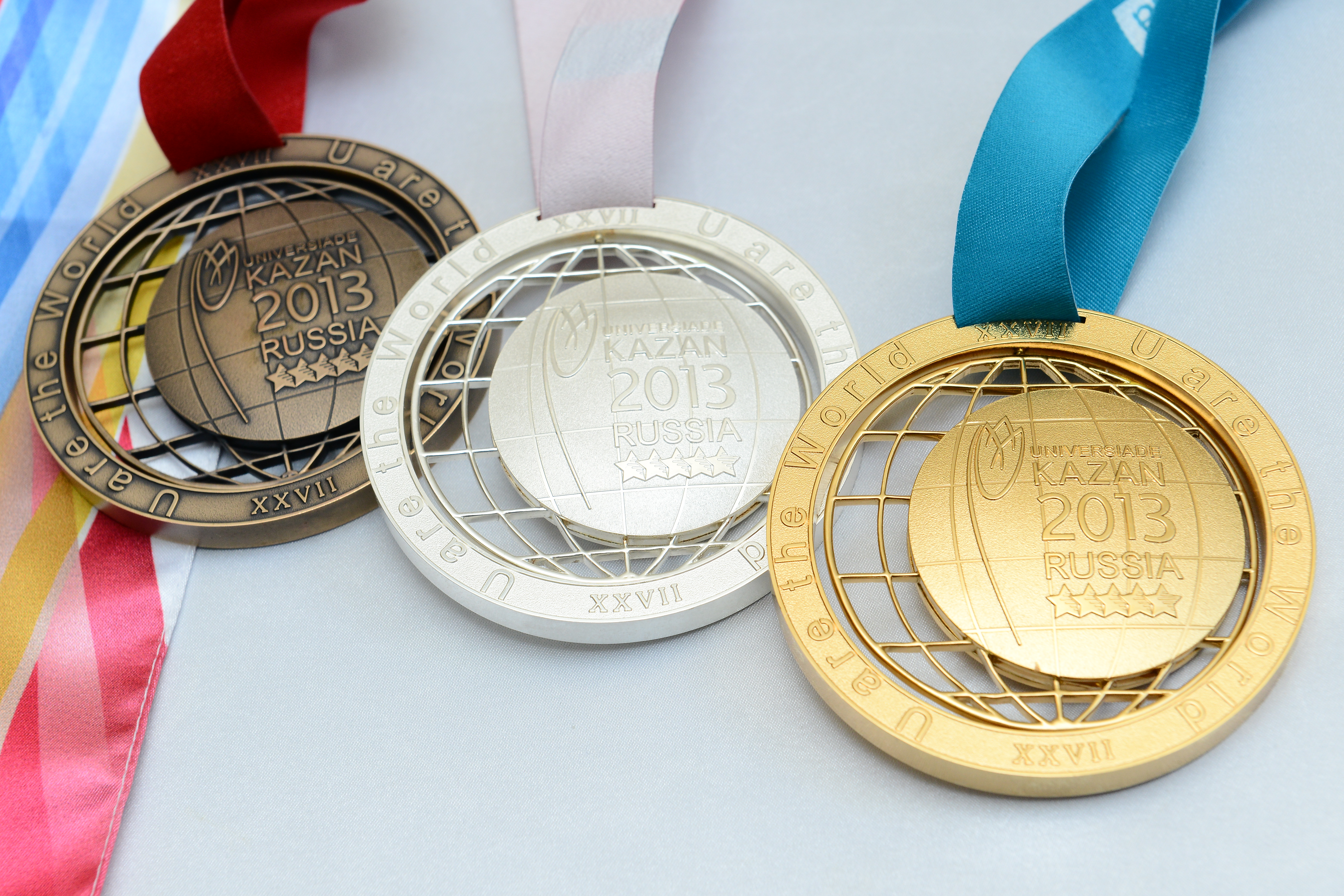
Medallas